# Pripravništvo
Pripravništvo je usmerjena, načrtovana in stalna skrb za organizirano vpeljevanje in usposabljanje mladih šolanih kadrov v delo, za načrtno izpopolnjevanje in prilagajanje izobrazbene strukture zaposlenih zahtevanim pogojem dela, poslovanja in gospodarjenja. Pripravništvo je oblika posebne skrbi za sistematično vključevanje mladih strokovnjakov v delovni proces po končani pridobitvi izobrazbe.

## Vajeništvo kot oblika pripravništva
Vajenec obiskuje poklicno šolo in se istočasno poklicno izobražuje pri delodajalcu. Vajenec lahko oseba postane, ko dopolni 15 let.
Vajeništvo je bilo v preteklosti oblika pripravništva. Danes vajeništvo po navadi za mlade predstavlja prvo zaposlitev. Njegova prednost je predvsem ta, da ti omogoča pridobivanje strokovnih in praktičnih delovnih izkušenj na tistem področju, za katerega se tudi šolaš. Poleg tega se obdobje vajeništva delno šteje v pokojninsko dobo. Slabost pa je relativno nizko plačilo oziroma nagrada v prvih letih vajeništva. Vajeniško razmerje lahko vajenec sklene z učno pogodbo. To lahko sklene, če je vajenec končal osnovnošolsko izobraževanje ter z zdravniškim potrdilom potrdi, da je zdravstveno sposoben opravljati želeni poklic. Učno pogodbo lahko sklene tudi v primeru, da ni uspešno zaključil osnovnošolskega izobraževanja, je pa izpolnil osnovnošolsko obveznost in zaključil prvi letnik nižje poklicne šole. Preden dopolni 18. let, lahko učno pogodbo sklene, če v to privolijo tudi njegovi starši oziroma zakoniti zastopnik.
Dolžnosti delodajalca, ki sklene učno pogodbo so, da omogoči izobraževanje za pridobitev poklicne izobrazbe, da skrbi, da bo vajenec redno obiskoval šolo in druge obveznosti, poleg počitnic omogoči vajencu še najmanj šest prostih delovnih dni za pripravo na zaključni izpit, da redno izplačuje dogovorjeno mesečno nagrado, da plačuje malice ter prevoz na delo in iz dela in da skrbi za varnost in zdravje vajenca pri delu.
Dolžnosti vajenca pa so, da redno izpolnjuje svoje učne obveznosti, da redno obiskuje pouk in druge obvezne izobraževalne oblike in da se pri izobraževanju ravna po navodilih delodajalca in šole.
Vajenec lahko kadarkoli na podlagi svoje zahteve enostransko razdre učno pogodbo. Vajeniško razmerje preneha z iztekom določene učne dobe oziroma ko vajenec opravi zaključni izpit ali če se učna pogodba razdre.

#### Evropska koalicija za vajeništvo
2. julija 2013 je začela svoje ideje in program uveljavljati evropska koalicija za vajeništva. Koalicija pomaga v boju proti brezposelnosti mladih z izboljšanjem kakovosti in ponudbe vajeništev v EU na podlagi širokega partnerstva ključnih deležnikov na področju zaposlovanja in izobraževanja. Prizadeva si bo tudi za spreminjanje odnosa do vajeništva, obenem pa opredeljuje predvsem najuspešnejše programe vajeništva v EU in oblikovala ustrezne rešitve za posamezne države članice.
Koalicijo so s svojo prvo skupno izjavo podprli Evropska komisija, predsedstvo Sveta ministrov EU ter sindikati in organizacije delodajalcev na evropski ravni (Evropska konfederacija sindikatov – ETUC, BusinessEurope, Evropski center za podjetja z javno udeležbo in podjetja splošnega gospodarskega pomena – CEEP, Evropsko združenje obrti ter malih in srednje velikih podjetij – UAPME). Komisija pa spodbuja ukrepe, ki prejemajo podporo iz Evropskega socialnega sklada, pobude za zaposlovanje mladih ter novega programa EU za izobraževanje, usposabljanje in mlade Erasmus +.

## Namen in cilji pripravništva
Cilj pripravništva je izobraževanje in vzgajanje za delo ter za osebni razvoj. Namen pripravništva je, da pripravnik opravi program praktičnega usposabljanja, s katerim:
- pridobi splošna znanja s področja socialnega varstva,
- umesti strokovno znanje s teoretične na praktično poklicno raven,
- poglobi znanja, veščine in tehnike potrebne za opravljanje samostojnega strokovnega dela na področju socialnega varstva,
- se pripravi za strokovni izpit.[3]

## Vrste pripravništva
Pripravniško usposabljanje poteka v vseh organih državne uprave in upravah lokalnih skupnosti, ureja ga Pravilnik o trajanju pripravništva, načinu, poteku in programu usposabljanja pripravnikov. Pripravništvo v šolstvu urejata Zakon o organizaciji in financiranju vzgoje in izobraževanja in Pravilnik o pripravništvu strokovnih delavcev na področju vzgoje in izobraževanja.
Socialna zbornica Slovenije ureja pripravništvo na področju socialnega varstva, Zdravniška zbornica Slovenije pa pripravništvo zdravnikov in zobozdravstva. Pripravniška usposabljanja (npr. za jezikoslovce) ponujajo tudi razne evropske institucije, kot so Evropska komisija, Evropski parlament in Sodišče Evropske unije.

## Pripravnik
Pripravnik je oseba, ki nima ustreznih delovnih izkušenj v skladu z zakonom in prvič sklene pogodbo o pripravništvu, ustrezno stopnji njene strokovne izobrazbe, z namenom, da se usposobi za opravljanje dela.
Pripravnik je tudi oseba, ki sklene delovno razmerje in se usposablja za opravljanje dela, če je bila predhodno že zaposlena in še ni končala pripravniške dobe oziroma si ni pridobila dovolj ustreznih delovnih izkušenj za zasedbo delovnega mesta, ustreznega njeni izobrazbi.

## Mentor
Mentorja, ki je uslužbenec organa, v katerem se pripravnik usposablja, imenuje predstojnik organa. Zaradi lažje organizacije pripravnikovega dela, lahko predstojnik imenuje tudi somentorja.
Mentor mora imeti enako ali višjo stopnjo strokovne izobrazbe kot pripravnik. Če v organu ni uslužbenca z ustrezno stopnjo izobrazbe, ima lahko izjemoma mentor nižjo stopnjo izobrazbe od pripravnika.
Če je mentor odsoten z dela več kot pet delovnih dni skupaj, ga nadomešča somentor oziroma vodja notranje organizacijske enote, v kateri se pripravnik usposablja.
Mentor skrbi za pravilno in celovito izvedbo individualnega pripravnikovega programa in je dolžan predstojnika opozoriti v primeru bistvenih odstopanj od predvidenega izvajanja individualnega programa pripravnika.

## Način, potek in program usposabljanja pripravnikov

#### Trajanje pripravništva
Pripravniška doba za zasedbo uradniškega delovnega mesta, ki se opravlja v nazivu, za katerega je predpisana univerzitetna ali visoka strokovna izobrazba, traja 10 mesecev, za druga uradniška delovna mesta pa 8 mesecev.
Pripravniška doba traja za strokovno ‑ tehnična delovna mesta, za katera se zahteva univerzitetna ali visoka strokovna izobrazba, 8 mesecev, za strokovno‑tehnična delovna mesta, za katera se zahteva višja strokovna in srednja strokovna ter srednja splošna izobrazba, 6 mesecev, za strokovno‑tehnična delovna mesta, za katera se zahteva srednja poklicna izobrazba, pa 4 mesece.

#### Potek pripravništva
Za splošni del programa se pripravnik usposablja v okviru organa, kjer opravlja pripravništvo. Znanje s področij, ki jih zajema splošni del programa, pridobi tudi s študijem predpisov in literature ob pomoči mentorja.
Pred zaključkom pripravništva pripravi pripravnik zaključno nalogo. Komisija, ki jo imenuje predstojnik, pripravi pisno mnenje o zaključni nalogi in sprejme pisno oceno pripravnikovega dela, kjer ugotovi, ali je pripravnik uspešno zaključil pripravništvo.

#### Program pripravništva
Pripravnikov mentor pripravniku določi individualni program pripravnikovega usposabljanja (v nadaljnjem besedilu: program), ki je sestavljen iz splošnega in posebnega dela.
Osnova za določitev splošnega dela programa so vsebine iz prvega odstavka 89. člena zakona, ki ureja javne uslužbence.  V zakonu je opredeljeno, kateri pogoji so potrebni za opravljanje strokovnega izpita za imenovanje v naziv. V naziv se lahko imenuje posameznik, ki nima ustreznega strokovnega izpita za imenovanje v naziv, pod pogojem, da najkasneje v enem letu od sklenitve delovnega razmerja opravi ustrezen strokovni izpit za imenovanje v naziv.
Za splošni del programa se pripravnik usposablja v okviru organa, kjer opravlja pripravništvo. Znanje s področij, ki jih zajema splošni del programa, pridobi tudi s študijem predpisov in literature ob pomoči mentorja.
Če je bil pripravnik izbran na javnem natečaju, ga lahko predstojnik v okviru splošnega dela programa napoti na obvezno usposabljanje po 89. členu zakona, ki ureja javne uslužbence.
Posebni del programa se nanaša na organizacijo, pristojnosti, delo in naloge organa, v katerem se pripravnik usposablja.
V posebnem delu pripravnikovega programa se določijo notranje organizacijske enote ter čas usposabljanja, ko pripravnik pridobiva potrebno znanje, spretnosti in navade, potrebne za samostojno opravljanje dela, za katerega se usposablja, ter osebe, odgovorne za spremljanje dela pripravnika. Skupna doba usposabljanja po posebnem programu traja polovico celotne pripravniške dobe.

#### Način pripravnikovega dela
Pripravnik se usposablja po splošnem in posebnem programu tako, da opravlja posamezne naloge pod vodstvom mentorja oziroma osebe, odgovorne za spremljanje dela pripravnika, ter preučuje literaturo, predpise in gradiva, ki so osnova za opravljanje teh nalog; prisostvuje sestankom delovnih oziroma projektnih skupin ter drugih oblik skupinskega dela organa; se udeležuje usposabljanja in izpopolnjevanja, na katera ga napoti odgovorna oseba organa na predlog mentorja.
Poleg usposabljanja pripravnik vodi redno evidenco o svojem usposabljanju in delu, ki je podlaga za poročilo o usposabljanju in delu, in mora biti razdeljena po posameznih vsebinah splošnega in posebnega dela usposabljanja.
Pred zaključkom pripravništva pripravi pripravnik zaključno nalogo. Komisija, ki jo imenuje predstojnik, pripravi pisno mnenje o zaključni nalogi in sprejme pisno oceno pripravnikovega dela, kjer ugotovi, ali je pripravnik uspešno zaključil pripravništvo.

## Zaključek pripravništva
Pred iztekom pripravniške dobe mora pripravnik opravljati strokovni izpit. Nanj se lahko prijavi po izteku pripravniške dobe. Pri pripravništvu strokovni izpit sestoji iz petih uspešno opravljenih praktičnih nastopih, ki jim poleg mentorja pripravnika hospitira ravnatelj šole, in ustnega dela izpita, sestavljenega iz treh vsebinskih sklopov.